# Hurto famélico
El hurto famélico es la sustracción de productos de primera necesidad por un individuo sin emplear los medios de violencia física o moral, para satisfacer sus necesidades personales o familiares del momento. En el derecho penal puede actuar como causa de justificación, dentro del estado de necesidad. No todas las legislaciones contemplan esta figura como un estado de necesidad.

## Historia
Su origen se remonta a la figura de furtum famelicus existente en el derecho romano, sustentándose en el proverbio latino Necessitas non habet legem (la necesidad no tiene ley). 
En el derecho germánico es receptado en la Constitutio Criminalis Carolina, en el artículo 166. Se sustentaba en el principio de solidaridad del pueblo germano y en que la necesidad no tiene ley. Las mujeres embarazadas podían sustraer alimentos justificandose en que se haría peor daño no suministrándoselos.
En la Edad Media, con el derecho canónico toma especial relevancia, creándose la doctrina raptor fame cogente. y ampliándose a la vestimenta, por quien no tiene con qué cubrirse.
Llegado a nuestros días por la tradición del derecho continental, es receptado en algunos países, como en el Código penal español de 1822, en el artículo 755 como una atenuante de la pena cuando el robo era necesario. En el Código penal español vigente, se recepta en el artículo 20 del capítulo II, como una de las causas que eximen de la responsabilidad criminal.

## Elementos
Los elementos de este tipo penal son:  
- Conducta típica: apoderamiento de lo ajeno.
- Modo de ejecución: Sin violencia ni engaño.
- Que haya sido una sola vez.
- De objetos de primera necesidad para el momento.

## Objeto material
El objeto material debe ser un mueble. En algunas legislaciones deberá ser alimento, aunque no en todas, algunas no especifican que sea para alimentación pero casi siempre es para satisfacer las pequeñas necesidades de esa persona.

## Penalidad
Aun cuando no exista penalidad, procesalmente deberá de existir la denuncia para que se establezca un antecedente, de tal forma que en una segunda ocasión, no pueda tipificarse el delito como hurto famélico y pase a ser hurto.